# Gaertnera cuneifolia
Gaertnera cuneifolia är en måreväxtart som beskrevs av Wenceslas Bojer. Gaertnera cuneifolia ingår i släktet Gaertnera och familjen måreväxter. Inga underarter finns listade i Catalogue of Life.